# Alvinocaris stactophila
Alvinocaris stactophila är en kräftdjursart som beskrevs av A. B. Williams 1988. Alvinocaris stactophila ingår i släktet Alvinocaris och familjen Alvinocarididae. Inga underarter finns listade i Catalogue of Life.